# Rabkavi
Rabkavi är en ort i Indien.   Den ligger i distriktet Bagalkot och delstaten Karnataka, i den sydvästra delen av landet, 1 400 km söder om huvudstaden New Delhi. Rabkavi ligger 547 meter över havet och antalet invånare är 73 835.
Terrängen runt Rabkavi är platt. Runt Rabkavi är det tätbefolkat, med 369 invånare per kvadratkilometer. Rabkavi är det största samhället i trakten. Trakten runt Rabkavi består till största delen av jordbruksmark.